# RollerCoaster Tycoon 3
RollerCoaster Tycoon 3 és un videojoc de construcció i gestió per a ordinador. És el tercer de la sèrie de videojocs RollerCoaster Tycoon i el seu llançament va ser el 26 d'octubre de 2004 a Amèrica del Nord. RollerCoaster Tycoon 3 permet als jugadors fer-se càrrec de la gestió d'un parcs d'atraccions; el jugador pot construir o derruir les atraccions, pot retocar el terreny i decorar l'escenari, pot controlar els preus dels visitants, entre altres funcionalitats, i tot per intentar mantenir feliços els visitants del parc.
RollerCoaster Tyoon 3 disposa de dos mètodes de jocs: el carrera. En el mode de carrera, els jugadors han de completar uns objectius predeterminats en uns escenaris predissenyats. En el mode sandbox(equivalent a un mode creatiu), els jugadors disposen de temps i diners il·limitats per crear els seus propis parcs i les seves atraccions personalitzades. Entre les noves característiques hi ha la possibilitat d'importar i d'exportar atraccions, escenaris i visitants personalitzats, així com veure els visitants tridimensionalment des de tots els angles.
RollerCoaster Tycoon 3 va rebre ressenyes positives. El joc té una ràtio mig de 81 a la revista Metacritic i un 84% a la Game Rankings. Les ressenyes a GameSpot i Computer Gaming World van ser en general positives i destacaven les noves funcionalitats del joc. No obstant això, alguns seguidors de l'original i la segona edició del joc de la sèrie van ser molt més crítics. Les crítiques anaven lligades a aspectes tècnics i bugs, com per exemple, que el joc es penjava, que la càmera es quedava congelada, que el personal es queda enganxat a les baranes, que hi havia una baixa taxa de fotogrames permesa o que es desencadenaven errors gràfics a l'ajustar el paisatge.